# Espevær
Espevær är en ö och en ort i Bømlo kommun i Vestland fylke i västra Norge. 
Espevær ligger längst ut på Vestlandskusten. Under mitten av 1800-talet kunde uppemot 30 000 personer komma till ön för att fiska sill. Som jämförelse hade Bergen vid samma tid endast 26 000 invånare. Ön är rik på kulturminnen. 
Idag bor det omkring 130 personer på ön, där det finns butik, post, bank, restaurang, daghem och skola. Det finns en färja som går mellan ön och Eidesvik på ön Bømlo. Överfarten tar endast tio minuter. 
Namnet Espevær kommer från espi, fornnordiska för trädet asp och vær kommer från fiskevær som betyder fiskeläge.